# Vileška rijeka
Vileška rijeka (ili Vileški potok) je rijeka u Bosni i Hercegovini.
Vileška rijeka izvire na 1.000 metara, a u Vrbas se ulijeva s desne strane na 579 metara nadmorske visine. Duga je 12,5 kilometara. Cjelokupan tok rijeke se nalazi u općini Bugojno.